# Двадцать пять миллионов рублей
Два́дцать пять миллио́нов рубле́й (25 000 000 рубле́й) — денежный знак ЗСФСР периода гиперинфляции. Выпущен в обращение в 1924 году. Изъят из обращения в том же году в связи с прекращением выпуска отдельной закавказской валюты и переходом на общесоюзную — рубль СССР, при обмене соответствовала 0,2 советской копейки.
На аверсе изображался номинал цифрами и прописью и слово «рублей» на русском, грузинском, армянском и азербайджанском языках, здание Совнаркома ЗСФСР (Воронцовский дворец). Подписи — председателя Совнаркома М. Орахелашвили и И. О. наркома финансов Д. Гусейнова.
На реверсе отображался номинал цифрами и прописью, герб ЗСФСР, растительные орнаменты.
Имеются разновидности — с водяным знаком, без водяного знака, с перевёрнутой оборотной стороной.

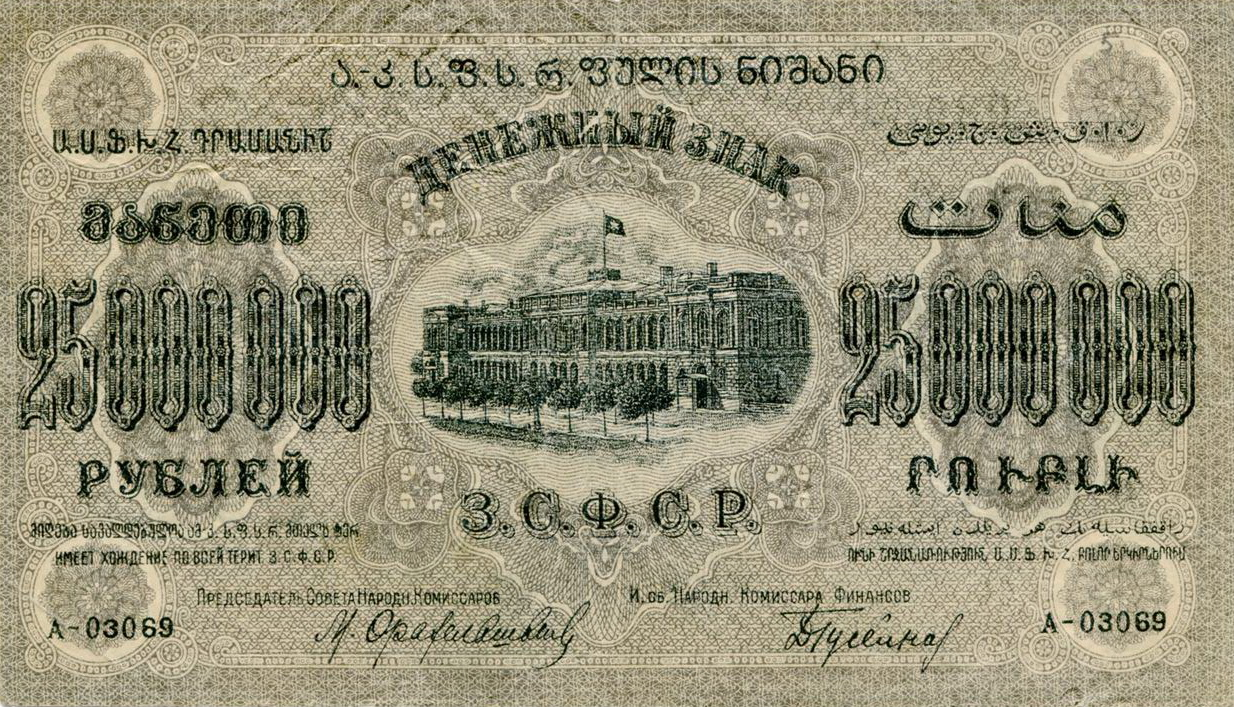
Двадцать пять миллионов рублей 1924 года (лицевая сторона)
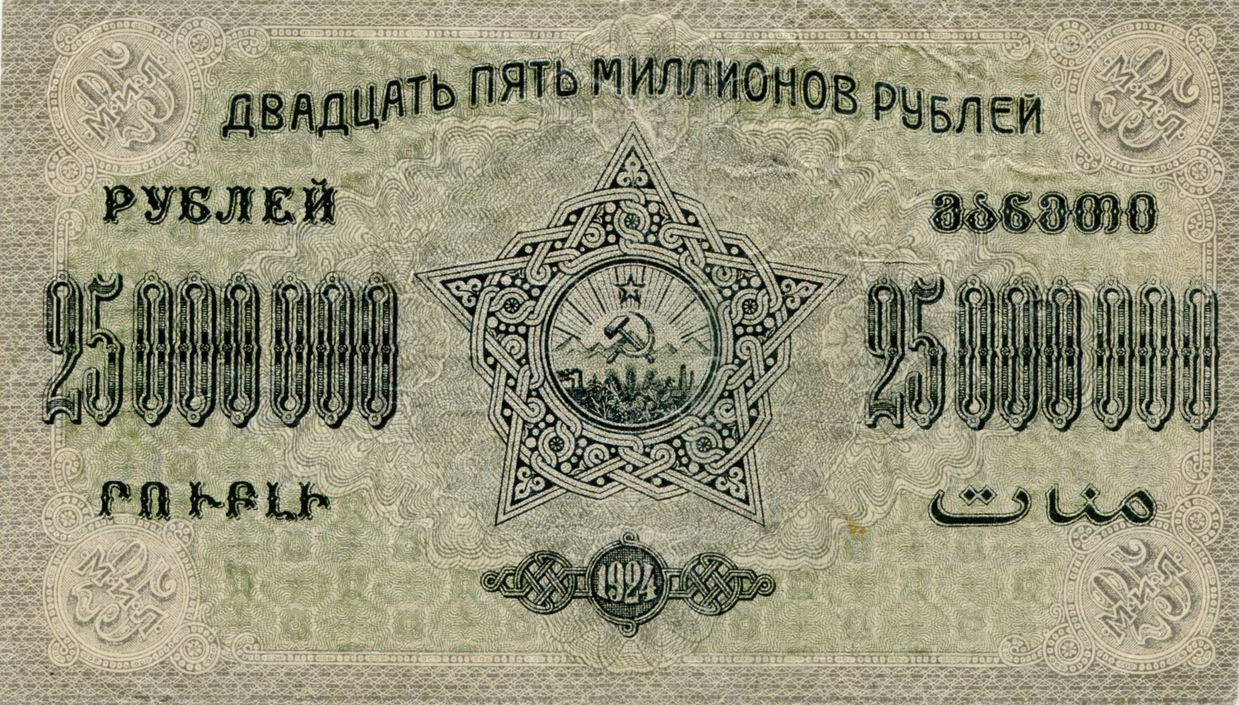
Двадцать пять миллионов рублей 1924 года (оборотная сторона)